# Литвиненко, Трофим Афанасьевич
Литвиненко, Трофим Афанасьевич (1910, Степанцы, Каневский уезд, Киевская губерния, Российская империя — 1963, Киев, УССР, СССР) — подполковник Советской Армии, участник Великой Отечественной войны, Герой Советского Союза (1944).

## Биография
Трофим Литвиненко родился 17 октября 1910 года в селе Степанцы (ныне — Каневский район Черкасской области Украины). После окончания начальной школы работал слесарем. В 1932 году Литвиненко окончил два курса коммунистического техникума. В том же году он был призван на службу в Рабоче-крестьянскую Красную Армию. В 1933 году Литвиненко окончил Одесскую танковую школу, в 1934 году — Одесская военная авиационная школа пилотов, в 1935 году — Ворошиловградскую военную авиационную школу пилотов. Участвовал в советско-финской войне. С июня 1941 года — на фронтах Великой Отечественной войны. 28 сентября 1941 года был сбит, получил тяжёлые ранения, вернулся на фронт лишь в 1944 году.
К ноябрю 1944 года майор Трофим Литвиненко был штурманом 191-го истребительного авиаполка 257-й смешанной авиадивизии 7-й воздушной армии Карельского фронта. К тому времени он совершил 167 боевых вылетов, принял участие в 41 воздушном бою, лично сбив 18 вражеских самолётов.
Указом Президиума Верховного Совета СССР от 2 ноября 1944 года за «мужество и героизм, проявленные в воздушных боях с немецкими захватчиками», майор Трофим Литвиненко был удостоен высокого звания Героя Советского Союза с вручением ордена Ленина и медали «Золотая Звезда» за номером 4316.
В апреле 1945 года назначен командиром 197-го истребительного авиаполка 324-й истребительной авиадивизии, которым командовал до расформирования в июне 1946 года. В 1946 году в звании подполковника Литвиненко вышел в отставку. Проживал сначала в Ленинграде, позднее переехал в Киев. Умер 14 сентября 1963 года, похоронен на Байковом кладбище Киева.
Был награждён двумя орденами Ленина, орденами Красного Знамени и Александра Невского, рядом медалей.